# Exit 2
Pour les articles homonymes, voir Exit.
Exit 2 est un jeu vidéo de réflexion sur PlayStation Portable. Il s'agit de la suite de Exit.
Une version Xbox Live Arcade sort le 25 février 2009.